# Lebuïn D'Haese
Frans Lebuïn D'Haese (Sint-Niklaas, 13 juni 1956) is een Belgisch beeldhouwer, dichter en schilder.

## Levensloop
D’Haese groeide op in een gezin met zeven kinderen, zijn vader was landbouwingenieur. Hij genoot een opleiding beeldhouwen en keramiek aan de Koninklijke Academie voor Schone Kunsten te Gent.
Hij is het bekendst als beeldhouwer, waarbij zijn voorkeuren uitgaan naar klei, keramiek en brons. Daarnaast tekent en schildert hij en bracht hij in 2005 de dichtbundel Ik tel letters tot z uit.
Op 22 augustus 2017 was hij medestichter van deRUIMTE te Turnhout, een atelier en galerij voor beeldende kunst en zeefdruk. Van dit project voor mensen uit kwetsbare groepen is hij tevens artistiek leider. Voorts ging hij op tournee met de muziekgroep Oerbos van Wim Geysen en ontwikkelde hij performances met onder meer Jef Neve, Elvis Peeters, Marcelo Moncada, Marijke Pinoy, Aminata Demba,  Joris Van Vinckenroye, Guy Kestens en Jokke Schreurs.
Hij is de echtgenoot van arts en politica Mie Branders en vader van drie zonen, waaronder bioloog en politicus Jos D'Haese. Tevens is hij familie van VNV-politicus Albert D'Haese. Hij is woonachtig te Hoboken.